# قرة لورد
قرة لورد (بالإنجليزية: Kara Lord)‏ هي متسابقة ملكة الجمال وعارضة غيانية، ولدت في 1988 في جورج تاون في غيانا.